# Matthew Marsh
Matthew Marsh (Londra, 8 luglio 1954) è un attore britannico.

## Biografia
È il fratello maggiore di Jon Marsh della band The Beloved. È apparso nei film Quarto protocollo (1987), Diamond Skulls (1989), Le montagne della luna (1990), Alambrado (1991), Dirty Weekend (1993), Spy Game (2001), Tripla identità (2002), Bad Company - Protocollo Praga (2002), Quicksand - Accusato di omicidio (2003) e An American Haunting (2005). Nel 2011 Marsh ha recitato nel film biografico The Iron Lady nei panni del Segretario di Stato degli Stati Uniti Alexander Haig.
Nel 2005 Marsh ha interpretato il ruolo di Simon Hewitt nella prima serie di The Thick of It.
Nel maggio 1998, Marsh ha interpretato il personaggio di Alex Duncan nel programma televisivo britannico As Time Goes By, stagione 7, episodio 3 intitolato The New Neighbors. Ha recitato nella sesta stagione della serie di spionaggio Spooks nel 2007 e nella seconda stagione di Lewis nel 2008. Ha interpretato Harry Gallo in The New Tricks (stagione 7, episodio 9) "Gloves Off" nel 2010. È anche apparso due volte in L'ispettore Barnaby (stagione 6, episodio 3 Painted Blood e stagione 10, episodio 7 Lo cercano qui). È anche apparso nell'episodio Holoship di Red Dwarf e nel quinto episodio della seconda stagione di Game On, Tangerine Candy Floss and Herne Bay Rock nei panni di Brian Kennedy, l'ex tutor universitario di Mandy nel 1996, oltre a interpretare Elton John in John and Yoko: A Love Story, il film TV del 1985.
I suoi frequenti lavori teatrali includono Copenhagen (1998) e Blood and Gifts (2010). Ha interpretato Winston Churchill nella commedia di Michael Dobbs Turning Point, trasmessa in diretta dal canale Sky Arts come parte di una serie di spettacoli televisivi.

## Filmografia parziale

### Attore

#### Cinema
- Quarto protocollo (The Fourth Protocol), regia di John Mackenzie (1987)
- Diamond Skulls, regia di Nick Broomfield (1989)
- Le montagne della luna (Mountains of the Moon), regia di Bob Rafelson (1990)
- Alambrado, regia di Marco Bechis (1991)
- Dirty Weekend, regia di Michael Winner (1993)
- Spy Game, regia di Tony Scott (2001)
- Tripla identità (Miranda), regia di Marc Munden (2002)
- Bad Company - Protocollo Praga (Bad Company), regia di Joel Schumacher (2002)
- Quicksand - Accusato di omicidio (Quicksand), regia di John Mackenzie (2003)
- An American Haunting, regia di Courtney Solomon (2005)
- The Iron Lady, regia di Phyllida Lloyd (2011)
- The Mauritanian, regia di Kevin Macdonald (2021)
- Tetris, regia di Jon S. Baird (2023)
- Hounds of War, regia di Isaac Florentine (2024)

#### Televisione
- John and Yoko: A Love Story, regia di Sandor Stern – film TV (1985)
- L'ispettore Barnaby (Midsomer Murders) – serie TV, episodi 6x03-10x07 (2003-2007)
- The Thick of It – serie TV, episodio 1x02 (2005)
- Lewis – serie TV, episodio 2x03 (2008)
- Jo - serie TV, episodio 1x02 (2013)
- Da Vinci's Demons – serie TV, 5 episodi (2014)
- The Halcyon – serie TV, episodio 1x04 (2017)
- Taboo – serie TV, episodio 1x05 (2017)
- Riviera – serie TV, episodio 1x01 (2017)
- Knightfall – serie TV, 7 episodi (2019)
- The Nevers – serie TV, episodio 1x06 (2021)
- Il giovane ispettore Morse (Endeavour) – serie TV, episodio 8x03 (2021)
- Jack Ryan – serie TV, episodio 3x01 (2022)
- Vera – serie TV, episodio 12x03 (2023)
- Django – miniserie TV, puntate 5-6 (2023)

### Doppiatore
- Assassin's Creed: Syndicate – videogioco (2015)
- Vampiretto (The Little Vampire 3D), regia di Richard Claus e Karsten Kiilerich (2017)
- Elden Ring – videogioco (2022)

## Doppiatori italiani
Nelle versioni in italiano delle opere in cui ha recitato, Matthew Marsh è stato doppiato da:
- Massimo Rossi in Quarto protocollo
- Michele Gammino in The Iron Lady[2]
- Stefano De Sando in Bad Company - Protocollo Praga[3]
- Saverio Indrio in Spooks
- Pasquale Anselmo in Humans
- Roberto Draghetti in Knightfall
- Ambrogio Colombo in Codice Unlocked
- Emidio La Vella in Traitors
- Massimiliano Lotti in The Mauritanian[4]
- Roberto Pedicini in Django
- Luca Biagini in Hounds of War

Da doppiatore è sostituito da:
- Oliviero Dinelli in Vampiretto
- Raffaele Fallica in Assassin's Creed: Syndicate[5]